# De Akmarijpsterpolder
De Akmarijpsterpolder was een waterschap gelegen in de toenmalige Nederlandse gemeenten Utingeradeel, Haskerland en Doniawerstal in de provincie Friesland, dat een zelfstandig overheidsorgaan was van 1912 tot 1968. Het waterschap besloeg bij oprichting een oppervlakte van ongeveer 432 hectare enkel gelegen in Utingeradeel, maar werd in 1924 vergroot tot 703 hectare in de drie genoemde gemeenten.
Het waterschap had een wat weifelende start, omdat kort na de oprichting plannen werden gemaakt voor oprichting van een waterschap De Slachtedijk van 3000 hectare. Dit waterschap stuitte op veel weerstand, en uiteindelijk kwam deze niet van de grond. In 1933 werden de dijken van de zomerpolder verzwaard en startte men bemaling om deze polder ook in de winter droog te houden. In de winter van 1939-1940 bezweken de dijken echter toch onder het boezemwater, iets wat een jaar later dreigde wederom te gebeuren. Met veel moeite werd de polder droog gehouden. In 1949 werden de zwakke dijken van de oude zomerpolder flink onder handen genomen, waarmee het probleem was opgelost. 
Toen de plannen tot waterschapsconcentraties vorm kregen, leek De Akmarijpsterpolder aanvankelijk op te gaan in waterschap Nannewiid. Besloten werd echter tot nog verdere concentratie. Op 1 december 1968 werd het waterschap opgeheven en ging op in Boarnferd.
Na verdere fusies valt het gebied vanaf 2004 onder Wetterskip Fryslân. 